# ميكانيكا حاسوبية
الميكانيكا الحاسوبية هي فرع من فروع المعرفة المعنية باستخدام الطرق الحاسوبية بهدف دراسة الظواهر التي تحكُمها مبادئ الميكانيكا، وقبل ظهور الحوسبة العلمية (والتي تُسمى أيضًا بعلم الحوسبة) «كطريقة ثالثة» بجانب العلوم النظرية والتجريبية، كانت الميكانيكا الحاسوبية تُعتبر على نطاقٍ واسع جزءًا فرعيًا من الميكانيكا التطبيقية، أما حاليًا فهي تُعد جزءًا فرعيًا ضمن علم الحوسبة (أو ما يُعرف بالحوسبة العلمية).

## العملية
يتبع علماء من داخل مجال الميكانيكا الحاسوبية قائمة من المهام لتحليل عمليتهم الميكانيكية المُستهدفة:
1. عمل نموذج رياضي للظاهرة الفيزيائية، يتضمن عادةً تعبيرًا عن النظام الطبيعي أو الهندسي من ناحية المعادلات التفاضلية الجزئية، وتستخدم هذه الخطوة الفيزياء بهدف تشكيل نظام مُعقد.
2. تحويل المعادلات الرياضية إلى أشكالٍ مناسبةٍ للحوسبة الرقمية، وتُسمى هذه الخطوة بالتفريد لأنها تتضمن إنشاء نموذج تقريبي متفرد عن النموذج الأصلي المستمر. فهي تترجم بشكلٍ نموذجي، على وجه الخصوص، معادلة تفاضلية جزئية (أو نظام لها) إلى نظامٍ من المعادلات الجبرية، وتتم دراسة العمليات التي تتضمنها هذه الخطوة في مجال التحليل العددي.
3. يتم عمل برامج حاسوب لحل المعادلات المتفردة باستخدام طرق مباشرة (وهي طرق الخطوة الواحدة التي تؤدي إلى الحل)، أو طرق تكرارية (وهي التي تبدأ بحل تجريبي ثم تصل إلى الحل الفعلي من خلال تصفية متتابعة).
ويمكن حسب طبيعة المسألة استخدام حواسب فائقة أو حواسب متوازية في هذه المرحلة.
4. يتم التحقق من النموذج الرياضي والإجراءات العددية ورموز الحاسوب باستخدام نتائج تجريبية أو نماذج مُبسطة يوجد لها حلول تحليلية دقيقة. وفي كثيرٍ من الأحيان، يتم التحقق من تقنيات عددية أو حاسوبية جديدة عن طريق مقارنة نتائجهم بتلك الناتجة عن الطرق العددية الثابتة والمستخدمة حاليًا، كما يُتاح كذلك مشكلات تقييم الأداء في كثيرٍ من الحالات. ومن ناحيةٍ أخرى يجب أن تكون النتائج العددية تصورية أيضًا وفي الغالب ستكون النتائج ذات تفسيرات فيزيائية.

## نظرة عامة
تُعتبر الميكانيكا الحاسوبية (CM) متعددة التخصصات؛ حيث إنها تجمع بين أكثر من فرع من فروع المعروفة، فأركانها الثلاث هي الرياضيات وعلم الحاسوب والميكانيكا. ويُعد كلٌ من ديناميكا الموائع الحسابية والديناميكا الحرارية الحاسوبية والكهرمغناطيسيات الحاسوبية وميكانيكا المواد الصلبة الحاسوبية بعضًا من التخصصات العديدة الموجودة ضمن الميكانيكا الحاسوبية.
ومن أقسام الرياضيات الأكثر علاقةً بالميكانيكا الحاسوبية: المعادلات التفاضلية الجزئية والجبر الخطي والتحليل العددي، وتشمل أكثر الطرق العددية المُستخدمة شيوعًا: عنصر منتهٍ والفروق المحدودة وعنصر حدودي. في ميكانيكا المواد الصلبة، تُعتبر طُرق العناصر المنتهية أكثر انتشارًا مقارنةً بطُرق الفروق المنتهية، بينما في ميكانيكا الموائع والديناميكا الحرارية والكهرمغناطيسيات تكاد تكون تقريبًا طُرق الفروق المحدودة منطبقة بالمثل. في حين يُعتبر أسلوب العناصر الحدودية بشكلٍ عام أقل انتشارًا، إلا أن لديه مكانة في مجالاتٍ معينة بما في ذلك مثلاً الهندسة الصوتية.
وفيما يتعلق بالحوسبة، تلعب كلٌ من برمجة الحاسوب والخوارزميات والحوسبة المتوازية دورًا كبيرًا في الميكانيكا الحاسوبية، وتُعتبر لغة البرمجة الأكثر استخدامًا في المجتمعات العلمية، بما في ذلك الميكانيكا الحاسوبية، هي لغة فورتران (Fortran). وقد زاد في الآونة الأخيرة انتشار لغة البرمجة سي++ (C++)، إلا أن مجتمع الحوسبة العلمية كان بطيئًا في اتخاذ لغة البرمجة سي++ كلغةٍ مشتركة؛ بسبب طريقتها الطبيعية للغاية في تعبيرها عن الحوسبات الرياضية بالإضافة إلى قدراتها التصورية المُدمجة، كما أن اللغة/البيئة المملوكة ماتلاب (MATLAB) تُستخدم أيضًا على نطاقٍ واسعٍ، خاصةً في التطور السريع للتطبيقات وتحقيق النماذج.
وفيما يلي بعض الأمثلة التي يتم فيها الاستخدام العملي للميكانيكا الحاسوبية وهي محاكاة تصادم المركبات ونمذجة مستودعات البترول فضلاً عن استخدامها في الميكانيكا الحيوية وصناعة الزجاج ونمذجة أشباه الموصلات.
وفي القرن الماضي، وتحديدًا في النصف الثاني منه، أصبحت الميكانيكا الحاسوبية ذات تأثيرات عميقة في مجالات العلوم والتكنولوجيا، كما أن الأنظمة المعقدة التي كان يصعب أو يستحيل معالجتها باستخدام الطرق التحليلية، تمت محاكاتها بنجاح باستخدام الأدوات التي وفرتها الميكانيكا الحاسوبية. وبإدخال ميكانيكا الكم والميكانيكا الجزيئية والبيولوجية في نماذجٍ جديدة، تحافظ الميكانيكا الحاسوبية على توازنها لتلعب دورًا كبيرًا في المستقبل.

## وصلات خارجية
- United States Association for Computational Mechanics
- USACM report on the future of computational mechanics
- UNSW Computational Mechanics and Robotics Group
- M.Sc. in Computational Mechanics
- Computational Mechanics Laboratory (CompMechLab), Russia
- Santa Fe Institute Comp Mech Publications
- Introduction to Computational Mechanics
- Journal of Computational Mechanics